# Opistheurista
Opistheurista is een geslacht van wantsen uit de familie van de Miridae (Blindwantsen). Het geslacht werd voor het eerst wetenschappelijk beschreven door José Cândido de Melo Carvalho in 1959.

## Soorten
Het genus bevat de volgende soorten:

- Opistheurista clandestina Van Duzee, 1915
- Opistheurista derrubadensis Ferreira & Coelho, 2006